# 永田吉太郎 (言語学者)
永田 吉太郎（ながた きちたろう、歴史的仮名遣ながたきちたらう、明治41年(1908年) - 昭和10年(1935年)年11月25日）は、日本の方言学者、国語学者。慶応義塾商工学校首席卒業。

## 人物
東京市麻布区網代町の薪炭商の子として生まれた。横浜市教員講習所に入学し、1928年から横浜市の小学校に勤務した。1929年に初めて喀血し、1931年に退職して以降、論文を発表した。1932年に上代特殊仮名遣の音価について推定した。これは橋本進吉よりも早い。

## 著作
方言資料抄：助詞篇

## 脚註
1. ↑  “方言読本 - 国立国会図書館デジタルコレクション”. dl.ndl.go.jp. 2019年11月8日閲覧。
2. ↑  Miyake, Marc Hideo (2003) (英語). Old Japanese: A Phonetic Reconstruction. RoutledgeCurzon. ISBN 9780415305754